# سيرجيو دي كيروش دوارتي
سيرجيو دي كيروش دوارتي هو دبلوماسي برازيلي، ولد في 1934 في ريو دي جانيرو في البرازيل.